# Hitorigami
Les hitorigami (一人神々) sont des kamis venus à l'existence par eux-mêmes  par opposition à ceux qui sont venus à l'existence en tant que paires mâle-femelle. Selon  le Kojiki, ce groupe comprend les « trois dieux de la création » et les « kamis célestes séparés ». Ils sont décrits comme se cachant une fois qu'ils ont accédé à la conscience. La plupart auraient été créés à partir de l'« essence masculine » et, à ce titre, sont de sexe masculin.
Deux hitorigami, Kunitokotachi et Amenominakanushi, appellent le couple divin Izanagi et Izanami à l'existence et les chargent de créer la première terre dans l'eau salée tourbillonnante qui existe sous les cieux (thème repris dans Bionicle).

## Liste dehitorigami
Trois divinités de la Création :
- Amenominakanushi
- Takamimusubi
- Kamimusubi

Kamis célestes à part (liste partielle) :
- Umashiashikabihikoji
- Amenotokotachi
- Kunitokotachi
- Toyo-kumo-no-no-kami (es)